# Omnisportvereniging
Een omnisportvereniging, of algemene sportvereniging, is een sportvereniging waar verschillende sporten worden beoefend. Een omnisportvereniging bestaat uit een afdeling voor iedere tak van sport. FC Barcelona is de meest succesvolle omnisportvereniging ter wereld. 
Afhankelijk van de structuur in de vereniging zijn de afdelingen meer of minder zelfstandig en fungeren ze individueel of als één gezamenlijke vereniging. Sommige verenigingen zijn verbonden aan een organisatie of bedrijf, de Federatie van Philips Sport Verenigingen (PSV) in Eindhoven is een bekend voorbeeld, in Amsterdam zijn er sportverenigingen verbonden aan het St. Ignatiusgymnasium, maar in Nederland zijn sportverenigingen vaak zelfstandig.